# Port lotniczy Houston-William P. Hobby
Port lotniczy Houston-William P. Hobby (IATA: HOU, ICAO: KHOU) – port lotniczy położony 11 km od Houston, w stanie Teksas, w Stanach Zjednoczonych.

## Linie lotnicze i połączenia
- AirTran Airways (Atlanta, Branson)
- American Eagle Airlines (Dallas/Fort Worth)
- Delta Air Lines (Atlanta)
- Delta Connection obsługiwane przez Comair (Cincinnati/Northern Kentucky, Nowy Jork-JFK)
- Delta Connection obsługiwane przez Pinnacle Airlines (Atlanta)
- Frontier Airlines (Denver)
- Frontier Airlines obsługiwane przez Republic Airlines (Denver, Kansas City [od 1 listopada])
- JetBlue Airways (Nowy Jork-JFK)
- Southwest Airlines (Albuquerque, Atlanta [od 12 lutego], Austin, Baltimore, Birmingham (AL), Charleston (SC), Chicago-Midway, Corpus Christi, Dallas-Love, Denver, El Paso, Fort Lauderdale, Greenville/Spartanburg, Harlingen, Jackson (MS), Jacksonville, Las Vegas, Little Rock, Los Angeles, Midland/Odessa, Nashville, Nowy Orlean, Newark, Oakland, Oklahoma City, Orlando, Panama City (FL), Filadelfia, Phoenix, San Antonio, San Diego, St. Louis, Tampa, Tulsa)
- Vision Airlines (Gulfport/Biloxi)